# Xerophyllopteryx martinicensis
Xerophyllopteryx martinicensis är en insektsart som beskrevs av Bonfils 1966. Xerophyllopteryx martinicensis ingår i släktet Xerophyllopteryx och familjen vårtbitare. Inga underarter finns listade i Catalogue of Life.